# Antaea omana
Antaea omana är en fjärilsart som beskrevs av William Schaus 1906. Antaea omana ingår i släktet Antaea och familjen tandspinnare. Inga underarter finns listade i Catalogue of Life.